# Бёрд, Лео
Лео Уэсли Бёрд (англ. Leo Wesley Byrd; 14 апреля 1937, Хантингтон — 17 января 2020, Хантингтон) — американский баскетболист, выступавший на позиции защитника. В 1956—1957 годах играл в Национальной ассоциации студенческого спорта за команду университета Маршалла «Тандеринг Херд». В составе сборной США в 1959 году стал победителем Панамериканских игр.

## Ранняя жизнь
Бёрд родился и вырос в Хантингтоне, Западная Виргиния, в семье священника-методиста. В 12 лет он заболел полиомиелитом, но смог вылечиться. Выступал за баскетбольную команду старшей школы Хантингтона и стал отличным шутером. В выпускному классе (1954/55) он набирал рекордные для штата 34,2 очка за игру при общей сумме в 889 очков за сезон. Он привел школу к 22 победам из 26 игр регулярного сезона на пути к чемпионской трёхматчевой серии, в которой Бёрд установил рекорд штата, набрав 128 очков в финале (48, 49 и 31 очко в каждой из игр соответственно). За этот сезон он шесть раз набирал более 40 очков за игру, а в игре против старшей школы Блюфилда, одной из сильнейшей школ штата, защитник набрал рекордные в карьере 56 очков. Несмотря на высокую результативность, его школьный тренер отмечал в игроке командность.

## Колледж
В 1955 году Бёрд поступил в Колледж Маршалла (ныне Университет Маршалла). Из-за правил NCAA, согласно которым первокурсникам не разрешалось заниматься университетскими видами спорта, он был вынужден первый год играть в баскетбольной команде первокурсников. Будучи второкурсником в сезоне 1956/57, он сыграл во всех 24 играх и набирал в среднем 16,4 очка за игру. В следующем сезоне Берд снова сыграл 24 игры, но на этот раз его результативность выросла до 24,9 очков за игру. Он стал первым игроком Маршалла, который возглавил Среднеамериканскую конференцию по результативности, набрав за год 599 очков, став первым игроко. Выступая в эпоху до трёхочковых бросков, Бёрд забил 214 мячей с игры и 171 с линии штрафных.
В выпускном сезоне 1958/59 он стал самым результативным игроком конференции второй раз подряд, набрав 704 очка за 24 игры (в среднем 29,3 очка за игру). Кроме того, он был включён в состав 2-й всеамериканской сборной. Всего за три сезона Бёрд набрал 1703 очка за 72 игры (23,6 очка за игру).

## Дальнейшая карьера
В 1959 году Бёрд вошёл в состав сборной США на Панамериканские игры в Чикаго. Хозяева выиграли золото, одержав победу во всех шести матчах турнира. Защитник сыграл в четырёх матчах, набрав 10 очков. Он бросил 4 из 9 с игры и 2 из 4 с линии штрафных. 
Карьера Бёрда фактически завершилась после Игр. Он был выбран под 25-м номером в четвёртом раунде на драфте НБА 1959 года командой «Цинциннати Роялс», однако так и не дебютировал на профессиональном уровне. В 1971 году защитник был включён в Зал спортивной славы Западной Виргинии, а в 1985 — в Зал спортивной славы Маршалла, кроме того, университет вывел из обращения номер Бёрда 44.